# 末げん
末げん（すえげん、新橋 末げん）は、1909年（明治42年）創業の老舗料理屋。東京都港区新橋2丁目15-7にある。創業者の丸源一郎が修行した店「末廣」と、彼の名前「源一郎」から「末げん」と称したのが「新橋 末げん」の起源である。
三島由紀夫が自決前日の1970年（昭和45年）11月24日に楯の会のメンバー4名（森田必勝、小賀正義、小川正洋、古賀浩靖）と最後の晩餐をした場所として知られる。三島らは、奥の間（五番八畳）で鳥鍋料理の「わ」のコース（1人15,000円）とビール7本で会食をした。事件後、三島らが最後の晩餐をした座敷は半年先まで予約で満員となり、彼らが食した料理はその後、「三島由紀夫最後の晩餐コース」という名称でメニューに加わることとなった。
三島由紀夫はこの店を、1954年（昭和29年）夏から1957年（昭和32年）頃まで交際していた女性（後藤貞子、旧姓・豊田）とも当時訪れ、この店で2人は初めて接吻を交わしたという。ほかにも原敬、六代目菊五郎などの著名人が贔屓にした店である。